# 8e étape du Tour de France 2009
Pour un article plus général, voir Tour de France 2009.
La 8e étape du Tour de France 2009 a eu lieu le 11 juillet. Le parcours de 176 kilomètres reliait Andorre-la-Vieille, dans la principauté d'Andorre, à Saint-Girons dans l'Ariège. La victoire est revenue à l'Espagnol Luis León Sánchez, devant ses trois compagnons d'échappée. Il s'agit de la seconde étape de haute montagne, elle ramène la course en France.

## Parcours
Le peloton amorce les difficultés dès le départ (300 m) avec le port d'Envalira : 2 408 m d'altitude avec 23,2 km à 5,2 %, plus haut col routier des Pyrénées. En Ariège, l'ascension du col de Port débute après la descente et le passage à Tarascon-sur-Ariège. Cette deuxième difficulté culmine à 1 249 m d'altitude. Après la descente, les coureurs franchissent le col d'Agnès qui présente 12,4 km de montée à 6,5 %, jusqu'à 1 270 m d'altitude.

## Récit
Cette deuxième journée pyrénéenne voit des attaques individuelles dès les premiers kilomètres de l'ascension d'Envalira, en Andorre. Après quelques échecs, c'est le Français Sandy Casar qui parvient à s'extirper du peloton, suivi d'un groupe de neuf coureurs qui s'échappent à leur tour. Parmi ces coureurs se trouve le favori Cadel Evans, ce qui oblige l'équipe cycliste Astana à engager la poursuite. Les neuf coureurs parviennent à rattraper Sandy Casar avant d'être repris par le peloton au bout de 60 kilomètres d'échappée, à l'exception de Juan Antonio Flecha et Fabian Cancellara rapidement rejoints par Thor Hushovd, George Hincapie, Sandy Casar et Alexander Efimkin à l'avant de la course. Mikhail Ignatiev et Luis León Sánchez parviennent également à rejoindre par la suite le groupe de tête.
À quelques kilomètres du Col de Port, ils sont dix en tête (Mikel Astarloza, Fabian Cancellara, Sandy Casar, Alexander Efimkin, Juan Antonio Flecha, George Hincapie, Thor Hushovd, Mikhail Ignatiev, Sébastien Rosseler, Luis León Sánchez) avec une minute d’avance sur le peloton. Thor Hushovd et Sébastien Rosseler sont lâchés avant le sommet. Lors de la montée du col d'Agnès, c'est au tour de Fabian Cancellara d'être décroché puis de Sandy Casar, mais ce dernier parvient à rejoindre à nouveau les trois hommes de tête restants, à savoir les Espagnols Luis León Sánchez et Mikel Astarloza et le Russe Vladimir Efimkin. Au sommet, Casar est à nouveau lâché mais parvient à rattraper le trio de tête lors de la descente. Les quatre coureurs sont en lice pour une victoire d'étape. Vladimir Efimkin, peu coopératif avec les trois autres échappés, lance une attaque aux 4 kilomètres mais est repris à l'approche de la ligne droite de l'arrivée. Sandy Casar tente le sprint aux 400 mètres de la ligne d'arrivée mais est doublé à 100 mètres par l'Espagnol Luis León Sánchez qui gagne l'étape.
Arrivé avec le peloton à moins de deux minutes des quatre premiers, Rinaldo Nocentini parvient à conserver son maillot jaune. Christophe Kern prend le maillot à pois. L'Espagnol Óscar Pereiro, vainqueur du Tour de France 2006, a abandonné en cours d'étape.

## Sprints intermédiaires
| Premier   | Thor Hushovd        | 6 Pts. |
| Deuxième  | George Hincapie     | 4 Pts. |
| Troisième | Juan Antonio Flecha | 2 Pts. |

| Premier   | Thor Hushovd      | 6 Pts. |
| Deuxième  | George Hincapie   | 4 Pts. |
| Troisième | Fabian Cancellara | 2 Pts. |

| Premier   | Sandy Casar       | 6 Pts. |
| Deuxième  | Luis León Sánchez | 4 Pts. |
| Troisième | Mikel Astarloza   | 2 Pts. |

| Premier   | Luis León Sánchez  | 20 Pts. |
| Deuxième  | Sandy Casar        | 17 Pts. |
| Troisième | Mikel Astarloza    | 15 Pts. |
| Quatrième | Vladimir Efimkin   | 13 Pts. |
| Cinquième | José Joaquín Rojas | 12 Pts. |

## Côtes
| Premier   | Sandy Casar         | 15 pts. |
| Deuxième  | Christophe Kern     | 13 pts. |
| Troisième | Egoi Martínez       | 11 pts. |
| Quatrième | Cadel Evans         | 9 pts.  |
| Cinquième | Vladimir Efimkin    | 8 pts.  |
| Sixième   | David Zabriskie     | 7 pts.  |
| Septième  | Juan Antonio Flecha | 6 pts.  |
| Huitième  | George Hincapie     | 5 pts   |

| Premier   | Sandy Casar         | 10 pts. |
| Deuxième  | Mikhail Ignatiev    | 9 pts.  |
| Troisième | Mikel Astarloza     | 8 pts.  |
| Quatrième | Juan Antonio Flecha | 7 pts   |
| Cinquième | Fabian Cancellara   | 6 pts   |
| Sixième   | Vladimir Efimkin    | 5 pts   |

| - 3. Col d'Agnès, 1er catégorie (kilomètres 132,5) \| Premier \| Mikel Astarloza \| 30 pts. \| \| Deuxième \| Luis León Sánchez \| 26 pts. \| \| Troisième \| Vladimir Efimkin \| 22 pts. \| \| Quatrième \| Sandy Casar \| 18 pts. \| \| Cinquième \| George Hincapie \| 16 pts. \| \| Sixième \| Pierre Rolland \| 14 pts. \| \| Septième \| Haimar Zubeldia \| 12 pts. \| \| Huitième \| Levi Leipheimer \| 10 pts \| |                   |         |
| Premier | Mikel Astarloza   | 30 pts. |
| Deuxième | Luis León Sánchez | 26 pts. |
| Troisième | Vladimir Efimkin  | 22 pts. |
| Quatrième | Sandy Casar       | 18 pts. |
| Cinquième | George Hincapie   | 16 pts. |
| Sixième | Pierre Rolland    | 14 pts. |
| Septième | Haimar Zubeldia   | 12 pts. |
| Huitième | Levi Leipheimer   | 10 pts  |

## Classement de l'étape
| Classement de la 8e étape | Classement de la 8e étape | Classement de la 8e étape | Classement de la 8e étape | Classement de la 8e étape |
|                           | Coureur                   | Pays                      | Équipe                    | Temps                     |
| ------------------------- | ------------------------- | ------------------------- | ------------------------- | ------------------------- |
| 1er                       | Luis León Sánchez         | ESP                       | Caisse d'Épargne          | en 4 h 31 min 50 s        |
| 2e                        | Sandy Casar               | FRA                       | La Française des jeux     | m.t.                      |
| 3e                        | Mikel Astarloza           | ESP                       | Euskaltel-Euskadi         | m.t.                      |
| 4e                        | Vladimir Efimkin          | RUS                       | AG2R La Mondiale          | m.t.                      |
| 5e                        | José Joaquín Rojas        | ESP                       | Caisse d'Épargne          | + 1 min 54 s              |
| 6e                        | Christophe Riblon         | FRA                       | AG2R La Mondiale          | + 1 min 54 s              |
| 7e                        | Peter Velits              | SVK                       | Team Milram               | + 1 min 54 s              |
| 8e                        | Sébastien Minard          | FRA                       | Cofidis                   | + 1 min 54 s              |
| 9e                        | Jérémy Roy                | FRA                       | La Française des jeux     | + 1 min 54 s              |
| 10e                       | Thomas Voeckler           | FRA                       | BBox Bouygues Telecom     | + 1 min 54 s              |
| modifier                  |                           |                           |                           |                           |

## Classement général
| Classement général à la 8e étape | Classement général à la 8e étape | Classement général à la 8e étape | Classement général à la 8e étape | Classement général à la 8e étape |
|                                  | Coureur                          | Pays                             | Équipe                           | Temps                            |
| -------------------------------- | -------------------------------- | -------------------------------- | -------------------------------- | -------------------------------- |
| 1er                              | Rinaldo Nocentini                | ITA                              | AG2R La Mondiale                 | en 30 h 18 min 16 s              |
| 2e                               | Alberto Contador                 | ESP                              | Astana                           | + 6 s                            |
| 3e                               | Lance Armstrong                  | USA                              | Astana                           | + 8 s                            |
| 4e                               | Levi Leipheimer                  | USA                              | Astana                           | + 39 s                           |
| 5e                               | Bradley Wiggins                  | GBR                              | Garmin-Slipstream                | + 46 s                           |
| 6e                               | Andreas Klöden                   | GER                              | Astana                           | + 54 s                           |
| 7e                               | Tony Martin                      | GER                              | Team Columbia-HTC                | + 1 min 0 s                      |
| 8e                               | Christian Vande Velde            | USA                              | Garmin-Slipstream                | + 1 min 24 s                     |
| 9e                               | Andy Schleck                     | LUX                              | Team Saxo Bank                   | + 1 min 49 s                     |
| 10e                              | Vincenzo Nibali                  | ITA                              | Liquigas                         | + 1 min 54 s                     |
| modifier                         |                                  |                                  |                                  |                                  |

## Classements annexes

### Classement par points
| Classement par points | Classement par points | Classement par points | Classement par points | Classement par points |
| --------------------- | --------------------- | --------------------- | --------------------- | --------------------- |
|                       | Coureur               | Pays                  | Équipe                | Point(s)              |
| 1er                   | Thor Hushovd          | NOR                   | Cervélo TestTeam      | 117 points            |
| 2e                    | Mark Cavendish        | GBR                   | Team Columbia-HTC     | 106 pts               |
| 3e                    | Gerald Ciolek         | GER                   | Team Milram           | 66 pts                |
| modifier              |                       |                       |                       |                       |

### Classement de la montagne
| Classement du meilleur grimpeur | Classement du meilleur grimpeur | Classement du meilleur grimpeur | Classement du meilleur grimpeur | Classement du meilleur grimpeur |
| ------------------------------- | ------------------------------- | ------------------------------- | ------------------------------- | ------------------------------- |
|                                 | Coureur                         | Pays                            | Équipe                          | Point(s)                        |
| 1er                             | Christophe Kern                 | FRA                             | Cofidis                         | 59 points                       |
| 2e                              | Egoi Martínez                   | ESP                             | Euskaltel-Euskadi               | 54 pts                          |
| 3e                              | Brice Feillu                    | FRA                             | Agritubel                       | 49 pts                          |
| modifier                        |                                 |                                 |                                 |                                 |

### Classement du meilleur jeune
| Classement général du meilleur jeune | Classement général du meilleur jeune | Classement général du meilleur jeune | Classement général du meilleur jeune | Classement général du meilleur jeune |
|                                      | Coureur                              | Pays                                 | Équipe                               | Temps                                |
| ------------------------------------ | ------------------------------------ | ------------------------------------ | ------------------------------------ | ------------------------------------ |
| 1er                                  | Tony Martin                          | GER                                  | Team Columbia-HTC                    | en 30 h 19 min 16 s                  |
| 2e                                   | Andy Schleck                         | LUX                                  | Team Saxo Bank                       | + 49 s                               |
| 3e                                   | Vincenzo Nibali                      | ITA                                  | Liquigas                             | + 54 s                               |
| modifier                             |                                      |                                      |                                      |                                      |

### Classement par équipes
| Classement par équipes | Classement par équipes | Classement par équipes | Classement par équipes |
|                        | Équipe                 | Pays                   | Temps                  |
| ---------------------- | ---------------------- | ---------------------- | ---------------------- |
| 1re                    | AG2R La Mondiale       | France                 | en 89 h 21 min 0 s     |
| 2e                     | Astana                 | Kazakhstan             | + 3 s                  |
| 3e                     | Team Columbia-HTC      | États-Unis             | + 4 min 45 s           |
| modifier               |                        |                        |                        |

### Combativité
Sandy Casar

## Abandons
- Eduardo Gonzalo
- Óscar Pereiro
- David Le Lay
- Koldo Fernández (hors-délais)